# Nuit du destin en Côte d'Ivoire
La nuit du destin est, chez les peuples musulmans de Côte d'Ivoire, comme chez les autres musulmans sunnites francophones, le 27e jour de ramadan, appelé aussi Laylat al-Qadr.

## Symbolique
La nuit du destin est le jour où, selon la tradition, les morts sont parmi les vivants.

## Cérémonies
Lors de la nuit du destin, l'ethnie malinké célèbre le kouroubi, danse en l'honneur des jeunes filles vierges de la communauté. C'est aussi l'occasion de wommini, cérémonie de distribution de beignets.